# Cerritos, Kalifornien
Cerritos är en stad (city) i Los Angeles County, i delstaten Kalifornien, USA. Enligt United States Census Bureau har staden en folkmängd på 49 398 invånare (2011) och en landarea på 22,6 km².